# Saint-Jacques Sport Reims
Le Saint-Jacques Sport Reims est un club de basket-ball français qui évoluait en Ligue féminine de basket. En raison de problèmes financiers en 2009, le club a été relégué et est devenu le Reims Basket Féminin.

## Historique
- 1946 : Création de Saint Jacques Sports Reims
- 1992 : Accession en Excellence Régionale
- 1993 : Accession à la NF4
- 1994 : Accession à la NF2
- 1999 : Accession à la Ligue Féminine de Basket
- 2001 : Qualification pour la Coupe d'Europe
- 2002 : Relégation en NF1
- 2006 : 2e du Championnat de France NF1
- 2007 : Championne de France NF1 (Accession à la LFB)
- 2008 : 9e championnat LFB / demi-finaliste de la Coupe de France
- 2009-2010 : Relégation administrative en F1. 8e place pour le RBF

## Palmarès
- 2007 : Championne de France NF1
- 2001 : Qualification pour la Coupe d'Europe

## Entraîneurs successifs
- 2007-2008  : Philippe Sauret ; Adjoint : Olivier Audegond
- 2008-2009  : Philippe Sauret ; Adjoint : Fabrice Lefrançois

## Effectif 2008-2009
| Numéro | Nom                        | Née en     | Taille | Nationalité       | Poste |
| 4      | Lucie Bouthors             | 13/05/1988 | 1,73 m | Française         | 1     |
| 5      | Orsolya Englert            | 28/08/1980 | 1,72 m | Hongroise         | 1     |
| 6      | Mame-Marie Sy-Diop         | 25/03/1985 | 1,85 m | Sénégalaise       | 4     |
| 7      | Sarra Ouerghi              | 07/06/1985 | 1,80 m | Franco-Tunisienne | 4     |
| 9      | Cassandre Piedbois         | 14/02/1990 | 1,80 m | Française         | 3     |
| 10     | Amélie Pochet              | 22/02/1984 | 1,80 m | Française         | 2     |
| 11     | Manon Sinico               | 17/10/1985 | 1,83 m | Française         | 2     |
| 12     | Jenny Fouasseau            | 09/01/1992 | 1,79   | Française         | 3     |
| 13     | Valeriya Berejynska        | 10/04/1986 | 1,93 m | Ukrainienne       | 4/5   |
| 15     | Marie-Laure Kindoki-Fleury | 22/09/1979 | 1,88 m | Française         | 4     |

## Joueuses célèbres ou marquantes
- Zuzana Klimešová (Internationale Tchèque);
- Audrey Sauret-Gillespie (Internationale Française);
- Endene Miyem (Internationale Française);
- Silvia Janostinova (Internationale Slovaque);
- Yvette Assilamehou (Internationale Française moins de 20 ans);
- Annie Burgess (Internationale Australienne);
- Stéphanie Vivenot (Internationale Française)
- Kate Starbird